# 井上清政
井上清政，生卒年不詳，是日本戰國時代的武將。信濃村上氏、越後國上杉氏家臣，通稱左衛門大夫，自稱兵庫、播磨守。
本為信濃高井郡井上城城主，跟隨村上義清轉戰信濃。在村上義清被武田信玄擊敗失去領地後，一同投往越後依靠上杉謙信，擁有一千二百石的俸祿。
本能寺之變後引領上杉景勝侵入信濃，一度恢復舊領，此後生平不詳。